# Липовица (Деспотовац)
Липовица је насеље у Србији у општини Деспотовац у Поморавском округу. Према попису из 2022. било је 381 становника.
Овде се налази Запис Вујчића храст (Липовица).

## Порекло становништва
Подаци датирају из 1926. г.
Село је старо у њему има староседеоца.
Родови су:
- Сибиновићи (25 к., Св. Никола), староседеоци.
- Кушљићи - Крисјанићи (30 к., Митровдан); доселили се око 1720. г. од Пећи у Метохији. Код Крисјанића се причају склонио неки владика, који је дошао од Горњака, одакле су га Турци гонили. Они су га лепо примили и он их је благословио. Владичин благослов се на њих излио, те скоро сваки Крисјанић има по пет синова и много оваца. Причали су, да су се самој баби Крисјани пет пута овце хиљадиле. По Крисјани су прозвани Крисјанићи, док су се раније звали Кушљићи.
- Петровићи (5 к., Св. Никола), дошли из Црне Реке.
- Радуловићи - Новаковићи (6 к., Св. Никола), дошли из Хомоља и пореклом су Власи.
- Милованци (15 к., Св. Лука), дошли од Тимока.
- Црноречани (5 к., Св. Ђорђе и Ђурђевдан), дошли из Црне Реке.
- Миликовци (6 к., Св. Петка), дошли из Хомоља, пореклом Власи.

## Демографија
У насељу Липовица живи 372 пунолетна становника, а просечна старост становништва износи 45,4 година (44,5 код мушкараца и 46,2 код жена). У насељу има 166 домаћинстава, а просечан број чланова по домаћинству је 2,71.
Ово насеље је великим делом насељено Србима (према попису из 2002. године), а у последња три пописа, примећен је пад у броју становника.
|  |

| Демографија | Демографија | Демографија |
| Година      | Становника  | Становника  |
| ----------- | ----------- | ----------- |
| 1948.       | 825         |             |
| 1953.       | 840         |             |
| 1961.       | 872         |             |
| 1971.       | 832         |             |
| 1981.       | 754         |             |
| 1991.       | 701         | 576         |
| 2002.       | 450         | 646         |
| 2011.       | 502         |             |

| Етнички састав према попису из 2002.‍ | Етнички састав према попису из 2002.‍ | Етнички састав према попису из 2002.‍ | Етнички састав према попису из 2002.‍ | Етнички састав према попису из 2002.‍ |
| ------------------------------------ | ------------------------------------ | ------------------------------------ | ------------------------------------ | ------------------------------------ |
|                                      |                                      |                                      |                                      |                                      |
| Срби                                 | Срби                                 |                                      | 449                                  | 99,77%                               |
| Македонци                            | Македонци                            |                                      | 1                                    | 0,22%                                |
| непознато                            | непознато                            |                                      | 0                                    | 0,0%                                 |

| Година пописа     | 1948. | 1953. | 1961. | 1971. | 1981. | 1991. | 2002. |
| ----------------- | ----- | ----- | ----- | ----- | ----- | ----- | ----- |
| Број домаћинстава | 140   | 149   | 177   | 194   | 176   | 161   | 166   |

| Број чланова      | 1  | 2  | 3  | 4  | 5  | 6 | 7 | 8 | 9 | 10 и више | Просек |
| ----------------- | -- | -- | -- | -- | -- | - | - | - | - | --------- | ------ |
| Број домаћинстава | 38 | 60 | 18 | 24 | 18 | 5 | 2 | 1 | 0 | 0         | 2,71   |

| Пол    | Укупно | Неожењен/Неудата | Ожењен/Удата | Удовац/Удовица | Разведен/Разведена | Непознато |
| ------ | ------ | ---------------- | ------------ | -------------- | ------------------ | --------- |
| Мушки  | 189    | 32               | 132          | 18             | 7                  | 0         |
| Женски | 195    | 16               | 133          | 41             | 5                  | 0         |
| УКУПНО | 384    | 48               | 265          | 59             | 12                 | 0         |

| Пол    | Укупно                    | Пољопривреда, лов и шумарство | Рибарство                            | Вађење руде и камена | Прерађивачка индустрија       |
| ------ | ------------------------- | ----------------------------- | ------------------------------------ | -------------------- | ----------------------------- |
| Мушки  | 121                       | 99                            | 0                                    | 6                    | 3                             |
| Женски | 93                        | 89                            | 0                                    | 0                    | 1                             |
| УКУПНО | 214                       | 188                           | 0                                    | 6                    | 4                             |
| Пол    | Производња и снабдевање   | Грађевинарство                | Трговина                             | Хотели и ресторани   | Саобраћај, складиштење и везе |
| Мушки  | 1                         | 1                             | 6                                    | 1                    | 1                             |
| Женски | 0                         | 0                             | 1                                    | 0                    | 0                             |
| УКУПНО | 1                         | 1                             | 7                                    | 1                    | 1                             |
| Пол    | Финансијско посредовање   | Некретнине                    | Државна управа и одбрана             | Образовање           | Здравствени и социјални рад   |
| Мушки  | 0                         | 0                             | 2                                    | 1                    | 0                             |
| Женски | 0                         | 0                             | 0                                    | 2                    | 0                             |
| УКУПНО | 0                         | 0                             | 2                                    | 3                    | 0                             |
| Пол    | Остале услужне активности | Приватна домаћинства          | Екстериторијалне организације и тела | Непознато            | Непознато                     |
| Мушки  | 0                         | 0                             | 0                                    | 0                    | 0                             |
| Женски | 0                         | 0                             | 0                                    | 0                    | 0                             |
| УКУПНО | 0                         | 0                             | 0                                    | 0                    | 0                             |

## Галерија
- Етно кућа Милановић